# Справжній гермафродитизм
Справжній гермафродитизм, овотестикулярний розлад
, справжній гонадний інтерсекс— інтерсексуальний стан, за якого в межах одного організму виявляються як фолікули яєчників, так і сім'яні канальці, що можуть бути присутніми, як в різних гонадах, так і в межах однієї. Гонада, в якій знаходяться і тканини яєчників, і тканини яєчок, називається овотестисом (тканини яєчка в овотестисі зазвичай займають центральне положення, а тканини яєчника розташовані на периферії). Нині термін «справжній гермафродитизм» є застарілими, а слово «гермафродит» не може вживатися стосовно людини, лише стосовно «тварин або рослин, що мають як чоловічі, так і жіночі репродуктивні органи». Справжня гонадальна інтерсексність належить до овотестикулярних розладів. Овотестикулярні розлади подібні до змішаного дисгенезу гонад, але ці стани можна розрізнити гістологічним аналізом.

## Прояви
Зовнішні статеві органи часто неоднозначні. Ступінь неоднозначності залежить в основному від кількості тестостерону, що виробляється тканиною яєчка між 8 і 16 тижнем вагітності.
Розташування гонад одна відносно одної буває: білатеральним (двостороннім), коли наявні лише овотестиси, що розміщені по боках (30 %); унілатеральним (одностороннім), коли з одного боку овотестис, а колатерально до нього знаходиться нормальний яєчник (50 %) або сім'яник; латеральним, коли з одного боку яєчко, а з іншого яєчник (20 %). При цьому яєчники частіше розташовуються зліва (76,5 %), а овотестиси і яєчка — справа (60,3 %). Самі овотестиси можуть займати черевне (50 %), пахове (26 %) та лабіоскротальне (24 %) положення.
Приблизно у 75 % осіб зі справжньою гонадною інтерсексністю зустрічається гінекомастія. Ще для приблизно 50 % осіб характерна менструація, при цьому у тих осіб з овотестикулярним розладом, що мають пеніс, менструація являє собою циклічну гематурію.
У 90 % випадків початковим проявом цього стану є неоднозначність геніталій, яка проявляється у їх проміжному стані між геніталіями, що притаманні чоловікам, і геніталіями, що притаманні жінкам, хоча в рідших випадках зустрічаються геніталії, які характерні для жіночої чи чоловічої статі. Поширеною є наявність лабіоскротальних складок. Часто трапляється пахова грижа. Дві третини осіб зі справжньою гонадною інтерсексністю виховуються як чоловіки.
Більшість людей з цим станом має матковий ріг або матку (90 %), матка часто нормально розвинена. Також поширеною є наявність урогенітального синуса. Тканина яєчників, як правило, нормальна, а тканина яєчок найчастіше є дисгенетичною, і сперматогенез в ній зустрічається вкрай рідко.
У осіб зі справжньою гонадною інтерсексністю можлива вагітність.

Символ гермафродитизму

## Причини
Справжня гонадальна інтерсексність може бути наслідком:
- ділення однієї яйцеклітини з подальшим заплідненням кожної, утворенням двох зигот і їх злиттям на початку розвитку;

- запліднення яйцеклітини двома сперматозоїдами з подальшим трисомічним рятуванням в одній або декількох дочірніх клітинах;
- злиття двох яйцеклітин, запліднених сперматозоїдами, з утворенням тетрагаметичної химери (якщо зливаються одна чоловіча зигота й одна жіноча зигота);
- мутації гену SRY[18].

## Каріотипи, що спостерігаються
З-поміж осіб з овостекулярними розладами 10–30 % осіб мають ген SRY, але у більшості (60 %–70 %) каріотип 46,XX, і вони мають сім'яні канальці попри відсутність SRY; отже, у них відбувається активація гену, що в нормі активується SRY. Також поширені різні форми мозаїчності (20 %).
В цілому, зустрічаються такі каріотипи: 46XX / 46XY, або 46XX / 47XXY, або XX & XY з мутаціями SRY, змішаними хромосомними аномаліями або з гормональними порушеннями, 47XXY та різними ступенями мозаїчності цих та багатьох каріотипів. Три основні каріотипи у людей з цим станом — XX з генетичними аномаліями (55–70 % випадків), XX / XY (20–30 % випадків) та XY (5–15 % випадків).

## Поширеність
У медичній літературі зафіксовано лише 500 випадків овостекулярних розладів.

## Фертильність
Випадки народжуваності у людей з цим станом вкрай рідкісні. Ці особи зазвичай мають функціональну тканину яєчників (є дані, що 50 % людей з овотестисами можуть пройти овуляцію), але їх сім'яні залози недостатньо розвинені, тому сперматогенез дуже рідкісний.
Існує гіпотетичний сценарій, при якому організм зі справжньою гонадною інтерсексністю[джерело?] є здатним до самозапліднення. Повинна утворитися химера з чоловічої та жіночої зигот, яка має злитися в єдиний ембріон, даючи функціональні тканини гонад обох типів. Такі випадки були зафіксовані, зокрема, в деяких ссавців. Однак жодного такого випадку функціонального самозапліднення у людини ніколи не фіксувалося.
Станом на 2010 рік у науковій літературі зафіксовано щонайменше 11 випадків народжуваності у людей з цим станом, причому один випадок у людини з мозаїчністю, де переважає XY (96 %).